# Nicola Rizzoli
Nicola Rizzoli (Mirandola, 5 de outubro de 1971) é um ex-árbitro de futebol italiano. 
Além de árbitro, Rizzoli é arquiteto. Suas principais atuações foram: três partidas da Eurocopa 2012, Final da Liga Europa da UEFA de 2009–10 e a Final da Liga dos Campeões da UEFA de 2012–13.
Em julho de 2017 tornou-se o responsável técnico arbitral da Serie A.

## Copa do Mundo de 2014
Selecionado para atuar na Copa do Mundo FIFA de 2014, apitou as partidas Espanha 1 x 5 Holanda pelo Grupo B, Nigéria 2 x 3 Argentina pelo Grupo F e Argentina 1 x 0 Bélgica pelas quartas-de-final.
Foi o escolhido para apitar a final da Copa do Mundo em 13 de julho de 2014 entre Alemanha e Argentina. É o terceiro italiano a alcançar este feito - foi antecedido por Sergio Gonella em 1978 e Pierluigi Collina em 2002.